# Дубровка (Караідельський район)
Дубро́вка (рос. Дубровка, башк. Дубровка) — присілок у складі Караідельського району Башкортостану, Росія. Входить до складу Ургушівської сільської ради.
Населення — 110 осіб (2010; 131 у 2002).
Національний склад:
- росіяни — 76 %